# Asafa Powell

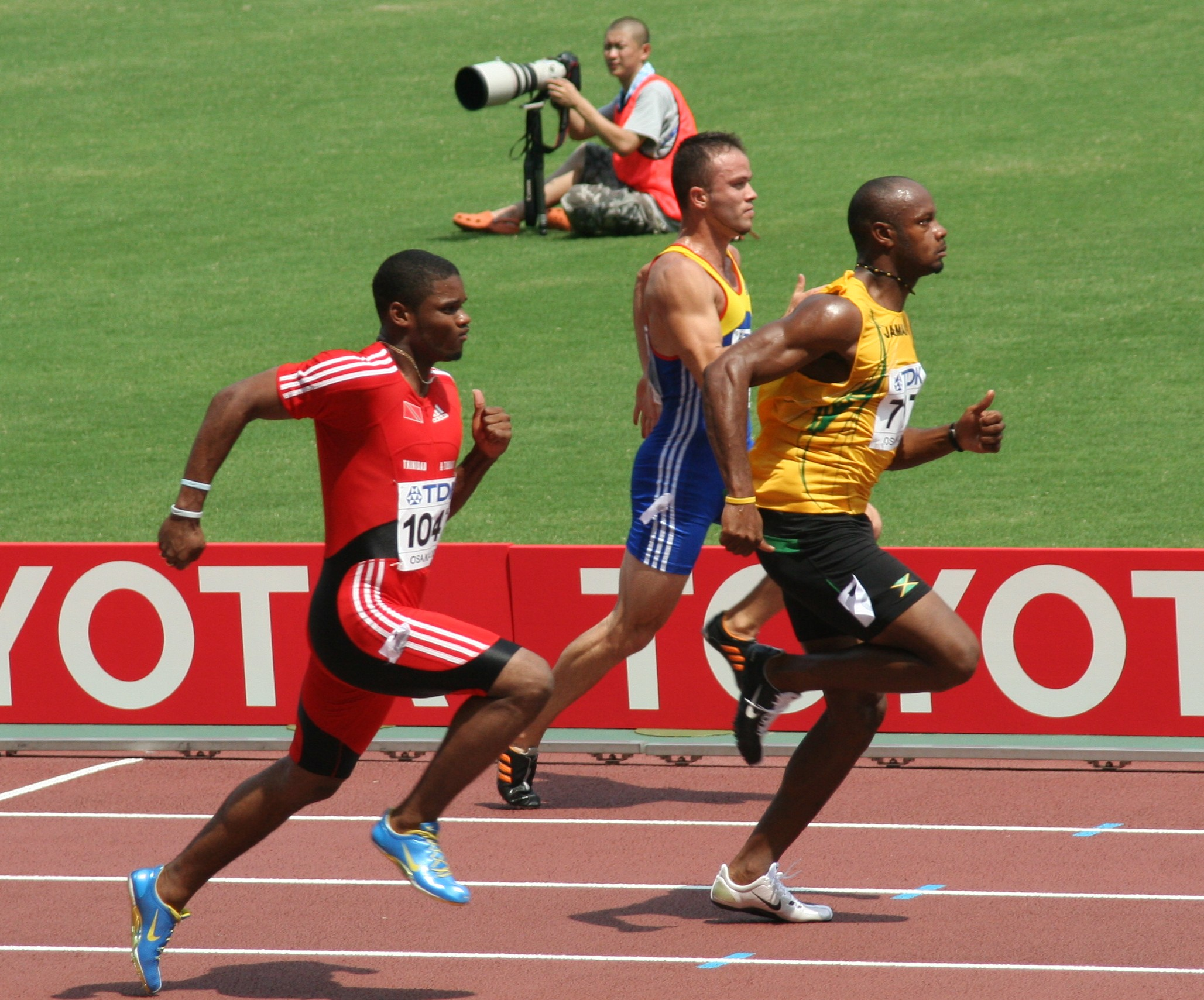
Asafa Powell liderando una carrera en Osaka.

Asafa Powell (Spanish Town, 23 de noviembre de 1982) es un exatleta jamaicano, de 1,90 m de altura y 88 kg de peso, especialista en pruebas de velocidad que ostentó la plusmarca mundial en la categoría de los 100 metros lisos, conseguida en Rieti, Italia, con la marca de 9,74 s, superando en 3 centésimas de segundo la plusmarca anterior.
En Atenas 2004 partía como favorito para ganar la final de los 100 metros lisos, pero solo logró la quinta plaza, quedando por lo tanto fuera de las medallas. 
El 14 de junio de 2005 batió la plusmarca mundial en los 100 metros lisos, rebajando en una centésima la anterior marca de Tim Montgomery, dejándolo en 9,77 s. La marca resultó válida al realizarla con un viento a favor de 1,6 m/s. Powell volvió a correr en 9,77 el 11 de junio de 2006 y el 18 de agosto de 2006.
En el año 2006 fue elegido atleta del año por la IAAF.
El 9 de septiembre de 2007 rebajó de nuevo la plusmarca mundial de los 100 metros lisos hasta los 9,74 s durante las semifinales de esta prueba en la reunión de atletismo de Rieti (Italia). Ese mismo año fue medalla de bronce en el Mundial de Osaka. El 31 de mayo de 2008 perdió el récord de los 100 metros lisos cuando el también jamaicano Usain Bolt logró un tiempo de 9,72 s en la prueba.
Ganó la medalla de oro olímpica en 4X100 en Pekín 2008, pero el 25 de enero de 2017 fue retirada por haberse comprobado el dopaje positivo de su compañero Nesta Carter.
Consiguió la medalla de bronce en los 100 metros del Mundial de Berlín 2009 con una marca de 9,84 s.
En julio de 2013, Powell es acusado de dopaje con un estimulante al dar positivo en la prueba antidopaje tras una carrera. Fue suspendido por 18 meses hasta diciembre de 2014, pero tras apelar al Tribunal de Arbitraje Deportivo su sanción se redujo a 6 meses.
Posteriormente, en los Campeonatos Mundiales de Atletismo en Pista Cubierta en Portland en 2016 consiguió la medalla de plata en la prueba de 60 metros.
El 26 de noviembre de 2022, comunicó por su cuenta oficial de Instagram su retiro de las pistas.

## Progresión

### 100 m

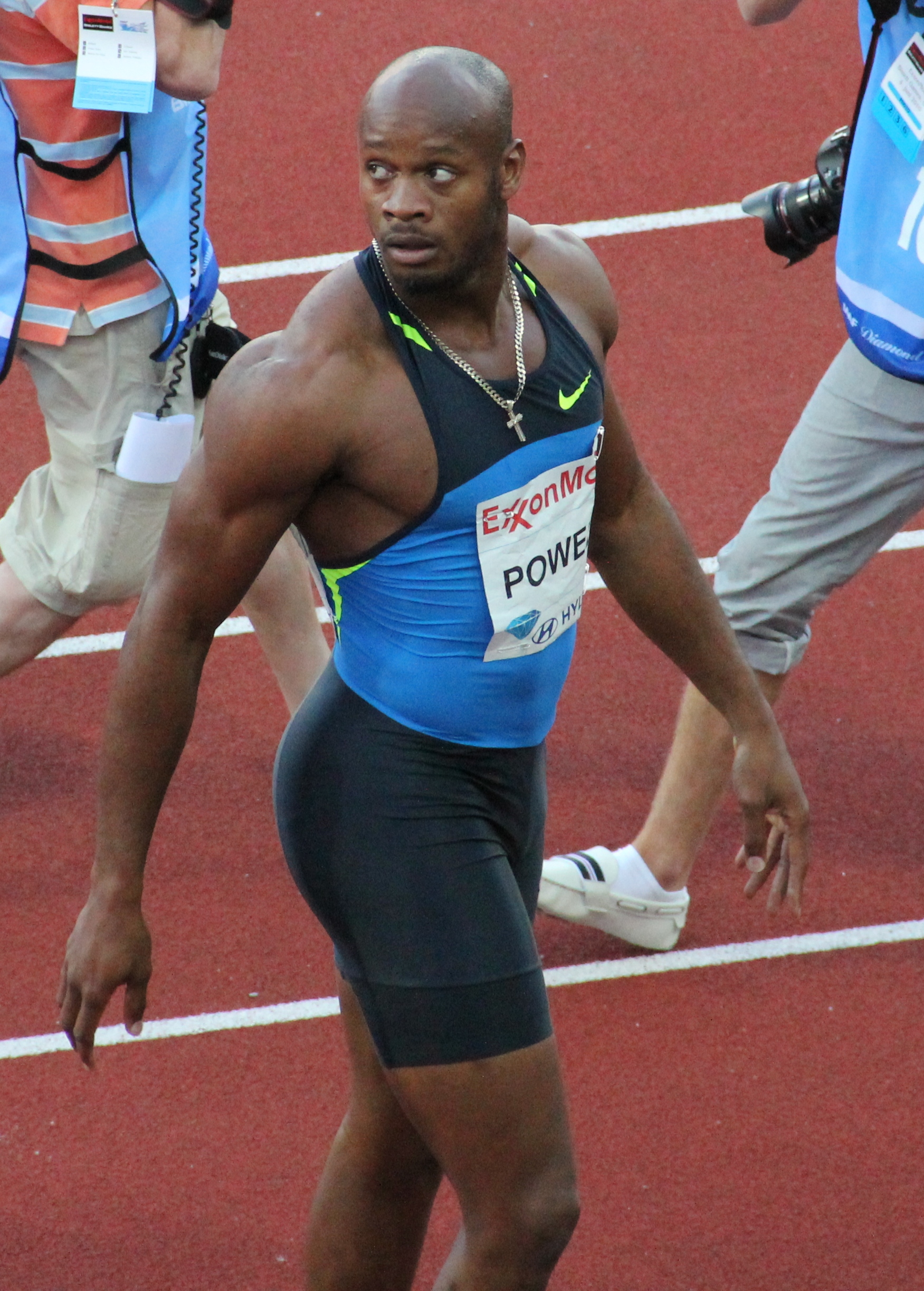
Asafa Powell después de cronometrar su mejor marca personal.

| Año  | Tiempo | Viento | Ciudad    | Fecha                    |
| ---- | ------ | ------ | --------- | ------------------------ |
| 2001 | 10,12  | +1,4   | Rovereto  | 26 de agosto de 2002     |
| 2002 | 10,02  | +0,8   | Bruselas  | 5 de septiembre de 2003  |
| 2004 | 9,87   | +0,2   | Bruselas  | 3 de septiembre de 2004  |
| 2005 | 9,77   | +1,6   | Atenas    | 14 de junio de 2005      |
| 2006 | 9,77   | +1,5   | Gateshead | 11 de junio de 2006      |
| 2006 | 9,77   | +1,0   | Zúrich    | 18 de agosto de 2006     |
| 2007 | 9,78   | -0,0   | Rieti     | 9 de septiembre de 2007  |
| 2007 | 9,74   | +1,7   | Rieti     | 9 de septiembre de 2007  |
| 2008 | 9,72   | +0,2   | Lausana   | 2 de septiembre de 2008  |
| 2009 | 9,82   | +1,4   | Szczecin  | 15 de septiembre de 2009 |
| 2010 | 9,82   | +0,6   | Roma      | 10 de junio de 2010      |
| 2011 | 9,78   | +1,0   | Lausana   | 30 de junio de 2011      |
| 2012 | 9,85   | +0,6   | Oslo      | 7 de junio de 2012       |
| 2013 | 10,02  | +1,0   | Kingston  | 20 de junio de 2013      |
| 2014 | 9,87   | +1,6   | Austin    | 23 de agosto de 2014     |
| 2015 | 9,81   | +1,3   | París     | 4 de julio de 2015       |

### 200 m
| 2002 | 20,48 | +0,4 | Rieti    | 9 de septiembre de 2002  |
| 2004 | 20,06 | +0,7 | Mónaco   | 19 de septiembre de 2004 |
| 2006 | 19,90 | +1,4 | Kingston | 25 de junio de 2006      |
| 2007 | 20,00 | -0,3 | Shanghái | 28 de septiembre de 2007 |
| 2010 | 19,97 | 0,0  | Kingston | 27 de junio de 2010      |
| 2011 | 20,55 | +0,5 | Kingston | 16 de abril de 2011      |

## Resultados

### 60 m
| Evento                                      | Ronda         | Ciudad   | Fecha               |
| ------------------------------------------- | ------------- | -------- | ------------------- |
| 10.º campeonato del mundo en pista cubierta | 5.º semifinal | Budapest | 5 de marzo de 2004  |
| 16.º campeonato del mundo en pista cubierta | 2.º           | Portland | 18 de marzo de 2016 |

### 100 m
| Evento                    | Ronda | Ciudad     | Fecha                    |
| ------------------------- | ----- | ---------- | ------------------------ |
| 2015 Campeonato del Mundo | 7.º   | Pekín      | 23 de agosto de 2015     |
| 2012 Juegos Olímpicos     | 7.º   | Londres    | 5 de agosto de 2012      |
| Final Atlética IAAF       | 2.º   | Tesalónica | 12 de septiembre de 2009 |
| 2009 Campeonato del Mundo | 3.º   | Berlín     | 16 de agosto de 2009     |
| 6.ª Final Atlética IAAF   | 1.º   | Stuttgart  | 13 de septiembre de 2008 |
| 2008 Juegos Olímpicos     | 5.º   | Pekín      | 16 de agosto de 2008     |
| 5.ª Final Atlética IAAF   | 1.º   | Stuttgart  | 9 de septiembre de 2007  |
| 2007 Campeonato del Mundo | 1.º   | Osaka      | 26 de agosto de 2007     |
| 4.ª Final Atlética IAAF   | 1.º   | Stuttgart  | 9 de septiembre de 2006  |
| 2.ª Final Atlética IAAF   | 1.º   | Mónaco     | 18 de septiembre de 2004 |
| 2004 Juegos Olímpicos     | 5.º   | Atenas     | 22 de agosto de 2004     |
| 1.ª Final Atlética IAAF   | 7.º   | Mónaco     | 13 de septiembre de 2003 |

### 200 m
| Evento                  | Ronda               | Ciudad | Fecha                    |
| ----------------------- | ------------------- | ------ | ------------------------ |
| 2.ª Final Atlética IAAF | 1.º                 | Mónaco | 19 de septiembre de 2004 |
| 2004 Juegos Olímpicos   | no sale en la final | Atenas | 25 de agosto de 2004     |

### 4 × 100 m
| Evento                    | Ronda                      | Ciudad   | Fecha                   |
| ------------------------- | -------------------------- | -------- | ----------------------- |
| 2015 Campeonato del Mundo | 1.º                        | Pekín    | 29 de agosto de 2015    |
| 2009 Campeonato del Mundo | 1.º                        | Berlín   | 22 de agosto de 2009    |
| 2008 Juegos Olímpicos     | 1.º                        | Pekín    | 22 de agosto de 2008    |
| 2007 Campeonato del Mundo | 2.º                        | Osaka    | 1 de septiembre de 2007 |
| 2005 Campeonato del Mundo | 4.º                        | Helsinki | 13 de agosto de 2005    |
| 2003 Campeonato del Mundo | Descalificados en la final | París    | 31 de agosto de 2003    |